# Верхний Рейн
Ве́рхний Рейн (фр. Haut-Rhin) — департамент на востоке Франции, один из департаментов региона Гранд-Эст. Порядковый номер — 68. Административный центр — Кольмар (префектура). Население — 765 634 человека (29-е место среди департаментов, данные 2010 г.).

## География
Площадь департамента — 3525 км². На территории департамента течёт река Рейн.

### Административно-территориальное деление
Департамент включает 377 коммун в составе 31 кантона и 6 округов:
| № | Округ     | Подчинение   | Кантоны | Коммуны |
| - | --------- | ------------ | ------- | ------- |
| 1 | Альткирш  | супрефектура | 4       | 111     |
| 2 | Кольмар   | префектура   | 6       | 62      |
| 3 | Гебвиллер | супрефектура | 4       | 47      |
| 4 | Мюлуз     | супрефектура | 9       | 73      |
| 5 | Рибовилле | супрефектура | 4       | 32      |
| 6 | Танн      | супрефектура | 4       | 52      |

С 2015 года:
- Мюлуз
- Альткирш
- Кольмар-Рибовилле
- Тан-Гебвиллер

## История
Верхний Рейн — один из первых 83 департаментов, созданных в марте 1790 г. Находится на территории бывшей провинции Эльзас.

## Достопримечательности
- Сент-Юльрик — руины средневекового замка.